# 決定不全
決定不全 (けっていふぜん、英語: underdetermination) もしくは過小決定は、科学哲学における、利用可能な証拠によって我々がどのような信念を抱くべきかが決定できない事態を指す言葉である。理論のデータに関する決定不全 (英語: underdetermination of theory by data) の頭文字からUTDと略されることもある。あらゆる証拠は、任意の科学的理論を決定不全とする。
利用可能な証拠が、どの信念を採用すべきかどうか選択するにあたって不十分であることを決定不全という。例えば、総額10ドルを支払って1ドルのリンゴと2ドルのオレンジが買われたとする。この情報からいくつかの可能性を排除することはできる（例えば、オレンジ6個を買おうとすると支払いが不足する）が、具体的なリンゴとオレンジの購入数の組み合わせを知るには不十分である。この例では、購入数の組み合わせに関する信念は与えられた証拠のもとで決定不全であると言える。

## 歴史
古代ギリシャの懐疑論者は、ある主張に対してそれを支持する根拠と反対する根拠は均衡しているという立場 (equipollence) を取った。これは、ある主張が決定不全であるということの一側面を捉えていると言える。
近代において決定不全が（これまた異なる呼び方の下であるが）言及されたのは、ルネ・デカルトの著作においてである。懐疑論的な議論の中で、デカルトは決定不全にまつわる二つの主張を提示した。デカルトの夢の論証は、夢における体験（例えば、高いところから落下する夢）は必ずしも実際の状況（ベッドで寝ている）を導き出すのに必要な情報を含まないという指摘である。デカルトは、我々には夢と現実を区別できないことがあるのだから、現実を経験しているのではなく夢を見ているのだという可能性も排除することができないと結論づけた。すなわち、現実を経験しているという結論は決定不全となっている。また、デカルトの悪魔では、ある人のあらゆる経験や思考が強大で幻惑的な「悪魔」によって操作されていると仮定する。ここでもまた、知覚された現実が判断可能な範囲において整合性を保っているならば、それは現実と区別不可能である。加えて、そのような悪魔の存在を論理的に検出することは不可能である。

## 決定不全と証拠
ある結論が決定不全であることを示すためには、証拠によって同じくらい確実に支持されるような競合する結論を示さなければならない。決定不全の自明な例として、「ただしその証拠を確認したときだけ」という文を主張に付け加えればよい（より一般的には、反証不可能にしてしまえばよい）。例えば、「地球付近の物体は手放されると地球に向かって落ちていく」という主張は、「地球付近の物体は手放されると地球に向かって落ちていく、ただしそのことを確認しようとしたときだけ」という主張と対立するだろう。このような付け足しは任意の主張に対して行えるから、あらゆる主張は少なくとも自明な決定不全性を持つ。もしオッカムの剃刀を適用するなどして以上のような主張を排除してしまえば、このような「トリック」では決定不全が引き起こされなくなる。
同じようなことは科学理論に対しても適用される。例えば、ある理論によって取り扱えない状況を見つけ出すことも容易である。例として、古典力学は加速しない基準系の間に区別を持たないため、そのような基準系についての結論は決定不全であった。太陽系は静止しているとしても、あるいは一定の速度で特定の方向へ移動しているとしても、理論と齟齬はなかったのである。ニュートン自身、そういった可能性の間では区別が存在しないと述べていた。より一般に、競合する理論を区別したり、あるいはそれらを統合するような別の理論を決めるためには、不十分な証拠しか存在しない可能性がある。これは例えば一般相対性理論や量子力学などにおいても同じように言える。
もう一つの例は、ゲーテの色彩論である。「ニュートンはプリズムを用いた実験によって、太陽光が様々な色の光線を合わせたものであると証明できると信じた。ゲーテは、この観察から理論への道筋がニュートンの考えたものより困難であることを示した。その現象自体は理論への道筋を与えてはないのだと言い張ることで、ゲーテは我々の自由で創造的な影響が理論構築に寄与していることをあらわにした。ゲーテの洞察は驚くべきもので、ニュートンのプリズム実験の結果は代替理論とも正確に一致することを正しく示したのである。だとすると、既存の物理理論に対して代替を提示することで、ゲーテはデュエム-クワイン・テーゼ以前に決定不全の問題にたどりついていたのである。」（ミューラー, 2016）。ヘルマン・フォン・ヘルムホルツは、「私個人としては、色に関してどんな意見を持っている人だろうと、ゲーテの理論それ自身は論理的に一貫していることをいかにして否定できるのかわからない。仮定を受け入れてしまいさえすれば、事実を完全にかつ実に簡潔に説明できるのである」（ヘルムホルツ, 1853）と述べた。